# Łodzianka
Łodzianka – polska, socjalistyczna pieśń hymniczna, autorstwa Bolesława Lubicza-Zahorskiego, powstała w Łodzi, w 1909, na bazie tekstu Warszawianki 1905 Wacława Święcickiego i wykorzystująca jej melodię.

## Historia
Wydana w Śpiewniku robotniczym PPS w 1920 roku pod pseudonimem „Zygmunt Ból”. Pieśń składa się z trzech zwrotek i trzech, odmiennej treści, refrenów. W jej tekście utrwalone zostały wydarzenia ze stycznia 1905, gdy po strajkach, zapoczątkowanych w fabrykach Scheiblera, Geyera i Poznańskiego, z pracy odeszło około dziesięciu tysięcy robotników. Kolejne strajki łódzkich włókniarzy miały miejsce w dniach 22-24 czerwca 1905 – te jednak przerodziły się w zamieszki, podczas których zginęło lub rannych zostało około dwóch tysięcy manifestantów.
W 1949, pod dyrekcją Tadeusza Paciorkiewicza, powstały trzy interpretacje Łodzianki. W kompozycjach a cappella wykonały ją wówczas chóry mieszane: dwugłosowy, trzygłosowy i czterogłosowy.

## Tekst
Na podstawie informacji z bazy danych Ośrodka Kultury „Biblioteka Polskiej Piosenki”
Śmiało podnieśmy krwawe sztandary,

Jasną zielenią opaszmy skroń.

Otośmy pełni siły i wiary

Na bój śmiertelny chwycili broń.

O, bo to walka o wolność ludu,

Sztandar nasz krwawy – braci krew,

Droga przed nami z cierni i trudu.

Uczucia w piersi – zemsta i gniew.

Naprzód, o Łodzi, w krwawej powodzi

Poległych braci pomścić już czas,

Czas, by stanęli starzy i młodzi,

Walczyć za wolność czas, wielki czas!

Dziś, gdy nas gnębią różne Szajbiery,

Gdy majster każdy – szpicel i cham,

Gdy ufni w pomoc rządu Gajery

Pędzą łaknących pracy od bram,

Gdy z Kaznakowem Poznański w zgodzie,

Gdy razem chłoszczą: nędza i bat,

Gdy za idee w głodzie i chłodzie

Umiera ojciec, siostra i brat. –

Naprzód, o Łodzi, w krwawej powodzi

Zerwijmy pęta z gnębionych mas.

Stańmy do walki, starzy i młodzi:

Czas pomścić braci poległych, czas!

Gdy setki naszych mężnych szermierzy

Poszło na Sybir do carskich turm,

Niech wstaną nowi dziś bohaterzy,

Rozdzwonią ciszę odgłosem surm.

Za szereg braci poległych w borze,

Za groby, które zbezcześcił wróg,

Zemstę przysiężmy – stańmy jak morze

I zmiećmy przemoc z dziejowych dróg!

Naprzód, o Łodzi, w krwawej powodzi

Poległych braci pomścijmy wraz,

Stańmy do walki, starzy i młodzi:

Bo przyszła chwila. Już nastał czas!